# Papás por conveniencia
A Papás por conveniencia 2024 és 2025 között vetített mexikói telenovella, amelyet Pedro Armando Rodríguez és Gerardo Pérez Zermeño alkotott. A főbb szerepekben Ariadne Díaz, José Ron, Ferdinando Valencia, Africa Zavala és Daniela Luján látható.
Mexikóban 2024. október 21-én mutatta be a Las Estrellas. Magyarországon még nem került adásba. 2025 februárjában megerősítették a telenovella folytatását. 

## Ismertető
Tino Guevara nehéz időket él át, mivel munkanélküli és az adósságai is növekszik. Összefut Guzmán Muriellel, Aidé Mosqueda cégénék ügyvezetőjével, mindketten Tino egykori középiskolai osztálytársai voltak. Tinót meghívják egy osztálytalálkozóra, és hogy ne érezze magát beárnyékolva egykori osztálytársai eredményei által, meggyőzi őket arról, hogy a sikeres felnőtt.
A legnagyobb meglepetés azonban akkor éri, amikor Aidé, a korábban félénk stréber, akit terrorizáltak, elárulja, hogy Tino az apja lázadó kamasz ikreinek, ami a ballagási bulit követő együtt töltött éjszaka eredménye. Hitetlensége ellenére Tino ebben lehetőséget lát, hogy megoldja otthoni anyagi gondjait, és Aidé cégénél dolgozva vállalja az új szülői felelősséget. Amikor Tino és családja Aidéhoz költözik, hogy megpróbáljanak beilleszkedni az új életükbe, a háztartás csatatérré válik, mivel a gyerekeiknek nehézséget okoz a beilleszkedés, és ami még rosszabbá teszi a helyzetet, egy forró románc kezd kialakulni Tino és Aidé között, akik először csak beleegyeztek, hogy társszülőként működjenek együtt.

## Szereplők
| Színész              | Szerep                     | Magyar hang |
| -------------------- | -------------------------- | ----------- |
| Ariadne Díaz         | Aidé Mosqueda              |             |
| José Ron             | Tino Guevara               |             |
| Ferdinando Valencia  | Guzmán Muriel              |             |
| África Zavala        | Federica                   |             |
| Daniela Luján        | Clara Luz                  |             |
| Martín Ricca         | Rudolf                     |             |
| María Chacón         | Lichita Chagoyan           |             |
| Miguel Martínez      | Chano                      |             |
| Horacio Pancheri     | Dámaso Rivera              |             |
| Lambda García        | Facundo                    |             |
| Sherlyn González     | Silvana                    |             |
| Imanol Landeta       | Felipe                     |             |
| Leticia Perdigón     | Bertha                     |             |
| Ernesto Laguardia    | Jason                      |             |
| Cecilia Gabriela     | Pura                       |             |
| Adriana Fonseca      | Paulina                    |             |
| María Perroni        | Chofis Chamorro Chagoyan   |             |
| Joaquín Bondoni      | Checo Chamorro Chagoyan    |             |
| Jonathan Becerra     | El Calacas                 |             |
| Victoria Viera       | Circe                      |             |
| Emilio Beltrán       | Ulises                     |             |
| Camila Núñez         | Scarlet                    |             |
| Tania Nicole         | Lila                       |             |
| Juan Pablo Velasco   | Emiliano                   |             |
| Constantino Alonso   | Pipe                       |             |
| Mateo Saavedra       | Chuchito Chamorro Chagoyan |             |
| Sandra Sánchez Cantú | Rina                       |             |
| José Remis           | Igor                       |             |

## Évados áttekintés
| Évad | Évad | Epizódok száma | Eredeti sugárzás  | Eredeti sugárzás | Eredeti sugárzás | Magyar sugárzás | Magyar sugárzás | Magyar sugárzás |
| Évad | Évad | Epizódok száma | Évadpremier       | Évadfinálé       | Eredeti adó      | Évadpremier     | Évadfinálé      | Magyar adó      |
| ---- | ---- | -------------- | ----------------- | ---------------- | ---------------- | --------------- | --------------- | --------------- |
|      | 1.   | 28             | 2024. október 21. | 2025. február 9. |                  |                 |                 |                 |

## A sorozat készítése
2023 decemberében jelentették be, hogy Rosy Ocampo megkezdte a következő telenovellájának előkészítő munkálatait. 2024. február 26-án Ocampo bejelentette, hogy a telenovella címe Papás por conveniencia. 2024. április 24-én kezdődött a forgatás és 2024. szeptember 11-én fejeződött be.